# Železniční trať Skadar–Vorë

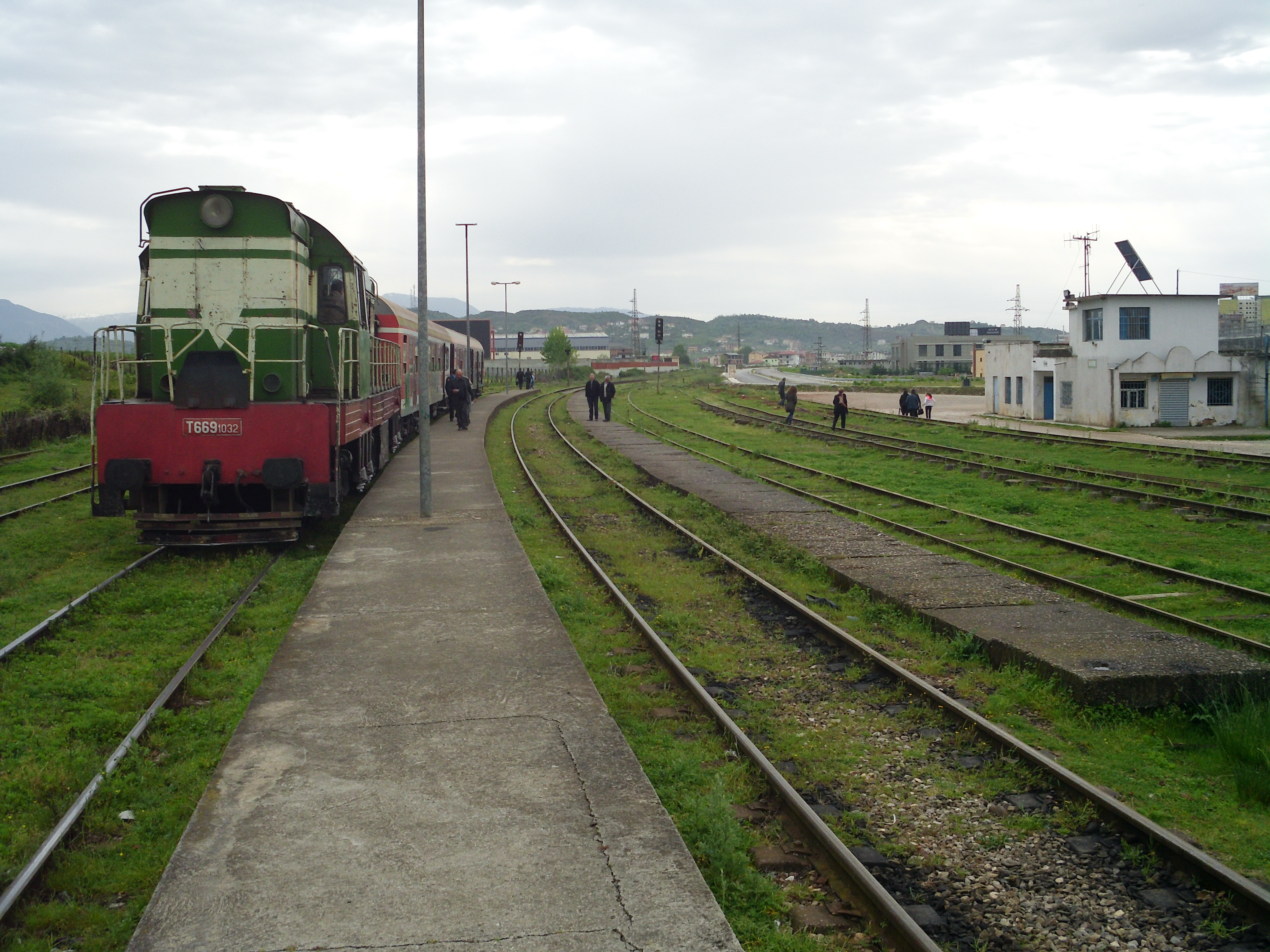
Nádraží ve městě Vorë

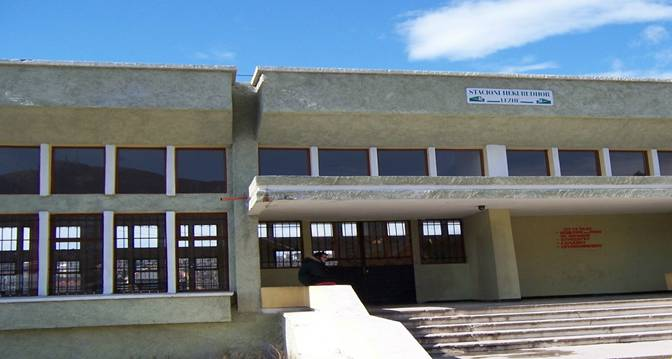
Budova nádraží v Lezhë.

Železniční trať Skadar–Vorë (albánsky Hekurudha Shkodër–Vorë) představuje páteřní železniční trať v severní Albánii. Dlouhá je 103,6 km.

## Historický vývoj
Železniční trať byla vybudována po druhé světové válce v souvislosti s industrializací země, kterou nařídila vládnucí komunistická strana. Podobně jako v sousední Jugoslávii nebo i dalších socialistických zemích, i v Albánii byly tratě budovány za pomoci tzv. dobrovolných brigád. První úsek této trati, který měl délku 28 km (mezi městy Vorë a Laç) byl dokončen v letech 1962-1963. Toto město bylo vybráno právě kvůli potřebám průmyslu, neboť v Laçu se nacházely závody na zpracování fosfátů.
Řada materiálů na výstavbu tratě byla dovezena z Maroka.[zdroj?] Další úsek v délce 20 km z města Laç do města Lezhë byl zbudován v letech 1980-1981, včetně 790 m dlouhého mostu. O rok později bylo dokončeno posledních 34 km do severoalbánského Skadaru tak, aby bylo zajištěno přímé železniční spojení celé země s Jugoslávií v roce 1985 (kdy byla dokončena trať přes státní hranici).
První vlak s cestujícími slavnostně projel celou tratí ze Skadaru do Vorë, resp. do Tirany, dne 25. ledna 1982.